# Approssimante palatale sorda
L'approssimante palatale sorda è un fonema raramente presente. Il simbolo nell'alfabeto fonetico internazionale che rappresenta questo suono è ⟨j̊⟩, è il simbolo /j/ da solo con il segno diacritico arrotondato che indica che la consonante è una consonante sorda.
In molti casi, l'approssimante palatale può essere considerato l'equivalente semivocalico della variante [i̥] Vocale anteriore chiusa non arrotondata [i̥].
Si trova come fonema nelle lingue Jalapa Mazatec e Washo del Messico, così come nella lingua norrena di Sami kildin.

## Caratteristiche
- il suo modo di articolazione è approssimante, perché questo fono si trova al confine tra un'articolazione consonantica e una vocalica;
- il suo luogo di articolazione è palatale, perché nel pronunciare tale suono il dorso della lingua si porta a contatto con il palato;
- è una consonante sorda, in quanto questo suono è prodotto solo dal sibilare dell'aria e non dalle corde vocali.

## Occorrenza
| Lingua              | Parola   | AFI        | Significato       | Appunti                                                     |
| ------------------- | -------- | ---------- | ----------------- | ----------------------------------------------------------- |
| Jalapa Mazatec      |          |            |                   | Contrasta con /j̊/ senza voce e /j/ e con /ȷ̃/ glottilizatto. |
| Gaelica scozzese    | a-muigh  | [əˈmuj̊]    | Fuori             | Allofono di /j/ y /ʝ/.                                      |
| Washo               | t'á:Yaŋi | [ˈťaːj̊aŋi] | Lui sta cacciando | Contrasta con /j̊/ sordo y j.                                |
| Koyukon (Denaakk'e) |          |            |                   | Contrasta con /j̊/ sorda /j/.                                |